# Yogi Berra
Lawrence Peter "Yogi" Berra (St. Louis, Missouri, 12 de maio de 1925 — West Caldwell, Nova Jérsei, 22 de Setembro de 2015) foi um jogador de beisebol e treinador americano da Major League Baseball que atuava como catcher, outfielder.
Jogou por 19 anos como profissional (1946–1965) pelo New York Yankees, sendo um dos quatro jogadores a serem nomeados MVPs da Liga Americana (AL) três vezes e um dos seis treinadores a comandar um time da American League e outro da National League a uma World Series. Como jogador e treinador, Berra apareceu em 21 World Series e foi eleito para o Hall da Fama do beisebol em 1972, além de ter o reconhecimento, em seu meio, de ser um dos melhores catchers na história do beisebol. Faleceu de causas naturais aos 90 anos em 2015, na cidade de West Caldwell, Nova Jérsei.

## Zé Colmeia
Yogi Berra, quando jogador, cunhou frases que se tornaram expressões conhecidíssimas em língua inglesa e por este motivo, acredita-se que os estúdios Hanna-Barbera inspiraram-se no atleta para criar o personagem Zé Colmeia (Yogi Bear, em inglês). Após um processo de difamação, os estúdios alegaram mera coincidência, porém, fontes ligadas a empresa de animação afirmam que Zé Colmeia foi, sim, inspirado em Berra.

## Honras

### Prêmios
- 18× selecionado para o All-Star Game (1948, 1949, 1950, 1951, 1952, 1953, 1954, 1955, 1956, 1957, 1958, 1959, 1959, 1960, 1960², 1961, 1961, 1962)
- 13× Campeão da World Series (1947, 1949, 1950, 1951, 1952, 1953, 1956, 1958, 1961, 1962, 1969, 1977, 1978)
- 3× AL MVP (1951, 1954, 1955)
- Camisa aposentada pelo New York Yankees (#8)
- Time do Século (All-Century Team) da Major League Baseball